# Eisbrecher (Roman)
Eisbrecher ist der vierte James-Bond-Roman, der nicht von Ian Fleming geschrieben wurde. Nach Flemings Tod 1964 wurden andere Autoren von der Ian Fleming Publications Limited beauftragt, die James-Bond-Romanreihe fortzuführen. Der Roman wurde erstmals 1986 unter dem Titel: Operation Eisbrecher in Deutschland beim Heyne Verlag veröffentlicht.

## Inhalt
Widerwillig wird Bond für eine gefährliche Mission rekrutiert, an der eine ebenso gefährliche wie verräterische Allianz von Agenten der Vereinigten Staaten (CIA), der Sowjetunion (KGB) und Israels (Mossad) beteiligt ist. Das Team, das den Namen „Icebreaker“ trägt, verschwendet keine Zeit damit, sich gegenseitig zu überkreuzen. Ihre Aufgabe ist es angeblich, den Anführer der mörderischen Nationalsozialistischen Aktionsarmee (NSAA), Graf Konrad von Glöda, auszurotten. Der Graf, der diese geheime Neonazi-Organisation in Nordfinnland in ihrem geheimen Hauptquartier namens „Eispalast“ leitet, war früher als Arne Tudeer bekannt, ein ehemaliger SS-Offizier der Nazis, der sich heute als der neue Adolf Hitler sieht. Die Nationalsozialistische Aktionsarmee ist im Wesentlichen eine neue Welle des Faschismus als Mittel zur Auslöschung kommunistischer Führer und Unterstützer auf der ganzen Welt.

## Ausgaben
Der Roman Icebreaker von John Gardner erschien erstmals im Jahr 1982. Die erste Übersetzung ins Deutsche erfolgte einige Jahre später durch den Heyne Verlag mit dem Titel: Operation Eisbrecher. Am 16. März 2015 erschien vom Verlag Cross Cult eine neue und ungekürzte Übersetzung des Romans mit dem neuen Titel: Eisbrecher.

## Verfilmung
Der Roman diente bisher noch nicht als Grundlage für ein Drehbuch zu einem James-Bond-Film.